# Емеріх Фогль
Емеріх Фогль (рум. Emerich Vogl, 12 серпня 1905, Тімішоара, Австро-Угорщина — 29 жовтня 1961, Бухарест, Румунія) — румунський футболіст, що грав на позиції півзахисника. По завершенні ігрової кар'єри — тренер.
Виступав, зокрема, за клуби «Кінезул» та «Жувентус» (Бухарест), а також національну збірну Румунії.
Шестиразовий чемпіон Румунії. 

## Клубна кар'єра
Народився 12 серпня 1905 року в місті Тімішоара. Вихованець футбольної школи клубу «Кінезул». Дорослу футбольну кар'єру розпочав 1922 року в основній команді того ж клубу, в якій провів сім сезонів.  У складі «Кінезула» був одним з головних бомбардирів команди.
Протягом 1929 року захищав кольори команди клубу «Банатул» (Тімішоара).
1929 року перейшов до клубу «Жувентус» (Бухарест), за який відіграв 11 сезонів.  Завершив професійну кар'єру футболіста у 1940 році.

## Виступи за збірну
Дебютував в офіційних матчах у складі національної збірної Румунії в серпні 1924 року в поєдинку проти Чехословаччини. В своєму третьому матчі був призначений капітаном збірної.
У 1930 році був викликаний в збірну Румунії для участі в чемпіонаті світу 1930 року, ставши її капітаном.
Зіграв два матчі на чемпіонату світу 1930 року в Уругваї проти Перу (3:1) і Уругваю (0:4). 
На чемпіонату світу 1934 року в Італії він провів останню гру за збірну проти Чехословаччини, ця гра стала єдиною для румунів на тому чемпіонаті, і після програшу команда покинула турнір.

### Матчі в складі збірної
Балканський кубок 1929-1931
1. (12) 06.10.1929. Бухарест. Румунія 2:1 Югославія
2. (14) 25.05.1930. Бухарест. Румунія 8:1 Греція (гол)
3. (17) 28.06.1931. Загреб. Югославія 2:4 Румунія

ЧС-1930
1. (15) 14.07.1930. Монтевідео. Перу 1:3 Румунія
2. (16) 21.07.1930. Монтевідео. Уругвай 4:0 Румунія

Кубок Центральної Європи для аматорів 1931-1934
1. (18) 09.20.1931. Орадя. Румунія 4:1 Чехословаччина
2. (19) 10.04.1931. Будапешт. Угорщина 4:0 Румунія
3. (20) 05.08.1932. Бухарест. Румунія 4:1 Австрія
4. (22) 16.10.1932. Лінц. Австрія 0:1 Румунія
5. (26) 09.24.1933. Бухарест. Румунія 5:1 Угорщина

Балканський кубок 1933
1. (23) 06.04.1933. Бухарест. Румунія 7:0 Болгарія
2. (24) 06.08.1933. Бухарест. Румунія 1:0 Греція
3. (25) 06.11.1933. Бухарест. Румунія 5:0 Югославія

Відбірковий турнір Чемпіонату світу 1934
1. (27) 10.29.1933. Берн. Швейцарія 2:2 Румунія
2. (28) 29.04.1934. Бухарест. Румунія 2:1 Югославія

ЧС-1934
1. (29) 27.05.1934. Трієст. Чехословаччина 2:1 Румунія

Товариські матчі
1. (1) 31.08.1924. Прага. Чехословаччина 4:1 Румунія
2. (2) 31.05.1925. Софія. Болгарія 2:4 Румунія
3. (3) 07.05.1926. Стамбул. Туреччина 1:3 Румунія
4. (4) 03.10.1926. Загреб. Югославія 2:3 Румунія
5. (5) 10.05.1927. Бухарест. Румунія 0:3 Югославія
6. (6) 19.06.1927. Бухарест. Румунія 3:3 Польща
7. (7) 15.04.1928. Арад. Румунія 4:2 Туреччина
8. (8) 06.05.1928. Белград. Югославія 3:1 Румунія
9. (9) 21.04.1929. Бухарест. Румунія 3:0 Болгарія
10. (10) 10.05.1929. Бухарест. Румунія 2:3 Югославія
11. (11) 15.09.1929. Софія. Болгарія 2:3 Румунія (замінено на 61 хв.)
12. (13) 04.05.1930. Белград. Югославія 2:1 Румунія
13. (21) 10.02.1932. Бухарест. Румунія 0:5 Польща (замінено на 35 хв.)

## Кар'єра тренера
Розпочав тренерську кар'єру невдовзі по завершенні кар'єри гравця, 1942 року, очоливши тренерський штаб клубу «Жувентус» (Бухарест).
З 1942 по 1952 рік п'ять разів очолював збірну Румунії, але тільки в шести товариських матчах.

### Матчі на чолі збірної
1. 13 червня 1943. Бухарест. Румунія 2:2 Словаччина
2. 23 жовтня 1949. Бухарест. Румунія 1:1 Албанія
3. 21 травня 1950. Бухарест. Румунія 1:1 Чехословаччина
4. 8 жовтня 1950. Бухарест. Румунія 6:0 Албанія
5. 20 травня 1951. Прага. Чехословаччина 2:2 Румунія
6. 11 травня 1952. Бухарест. Румунія 3:1 Чехословаччина

Помер 29 жовтня 1961 року на 57-му році життя у місті Бухарест.

## Титули і досягнення
- Чемпіон Румунії (6):

«Кінезул»: 1923, 1924, 1925, 1926, 1927
«Жувентус» (Бухарест): 1930